# Angelonia salicariifolia
Angelonia salicariifolia är en grobladsväxtart som beskrevs av Alexander von Humboldt och Bonpl.. Angelonia salicariifolia ingår i släktet Angelonia och familjen grobladsväxter. Inga underarter finns listade i Catalogue of Life.

## Bildgalleri

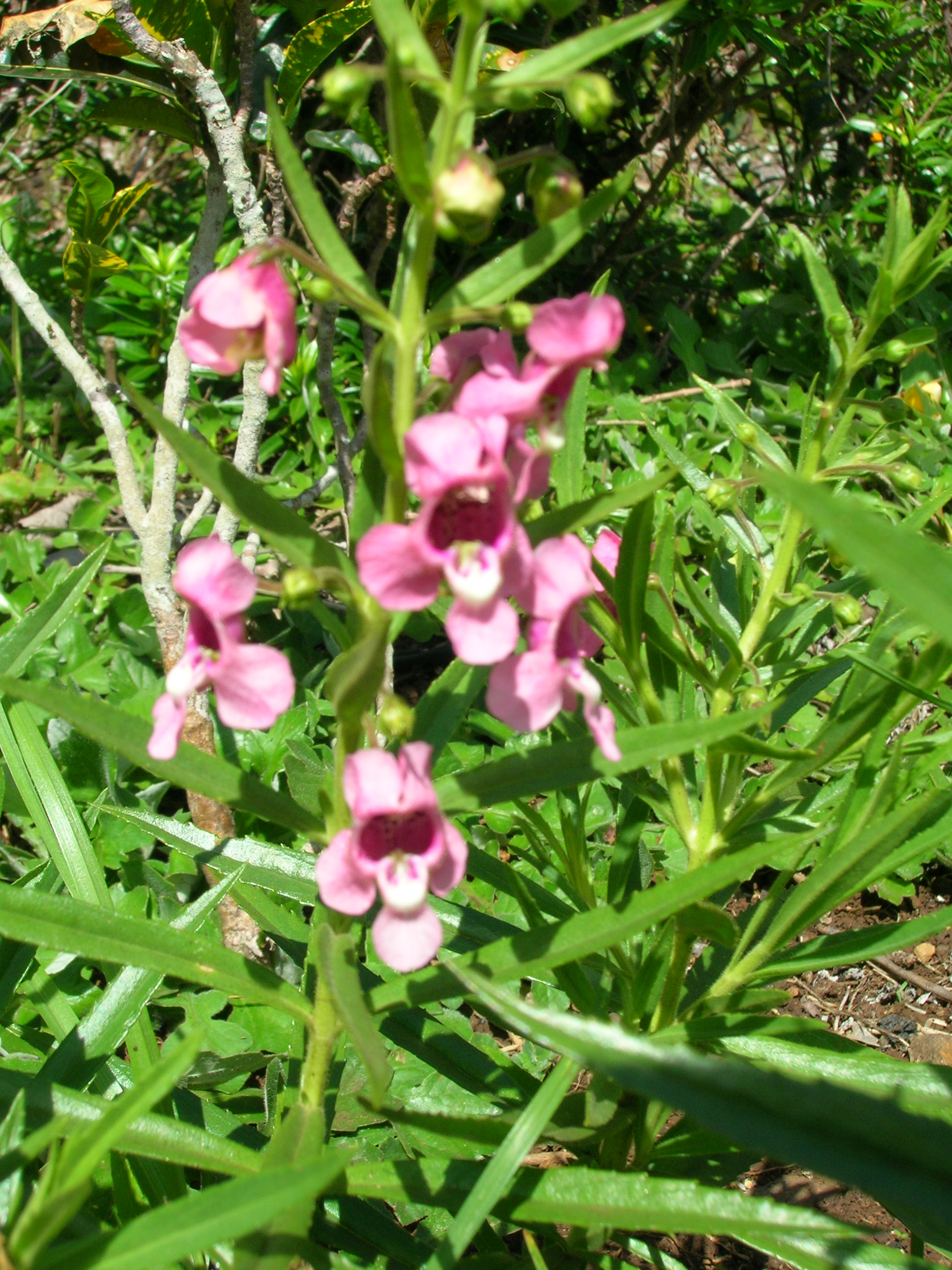